# Diego Elizondo Prado
Diego Antonio de Elizondo Prado (* Quillota, 5 de marzo de 1779 - † Valparaíso, 5 de octubre de 1852) fue un político y religioso chileno que lideró el Senado y la Diócesis de Concepción.

## Sacerdocio
Hijo de don Pedro José de Elizondo y Riveros y de doña Antonia de Prado Covarrubias y de Arroyo Villanueva.
Ordenado sacerdote, fue encargado de la Parroquia de San Fernando, en cuyo pueblo acaudaló grandes tesoros. Fue Obispo de la diócesis de Concepción (1841-1846) y ocupó varias veces la vicaría de la diócesis de Santiago. 
Prelado asistente al Salido Pontificio. Reabrió las puertas del Instituto Literario de Concepción, que dio origen al Liceo del cual fue su primer Rector.

## Vida política
- Simpatizante de la causa pelucona.
- Secretario del Primer Congreso Nacional (1811).
- Diputado representante de San Fernando (1823-1824).
- Diputado representante de Petorca y La Ligua (1824-1825).
- Senador representante del Partido Conservador (1825-1826).
- Presidente del Senado (1826).
- Diputado representante de Santiago (1827-1828 y 1828-1829).
- Senador representante del Partido Conservador (1834-1837).
- Presidente del Senado (1836-1837).
- Senador representante de la Provincia de Santiago (1837-1840) y (1840-1843).